# Artemisia scoparia
Artemisia scoparia es una especie del género Artemisia, perteneciente a la familia Asteraceae. En chino mandarín se conoce como Chén Yin (tradicional:茵陳) y es  importante en la medicina tradicional china, donde se considera intercambiable con Artemisia capillaris. Su polen puede ser alergénico.

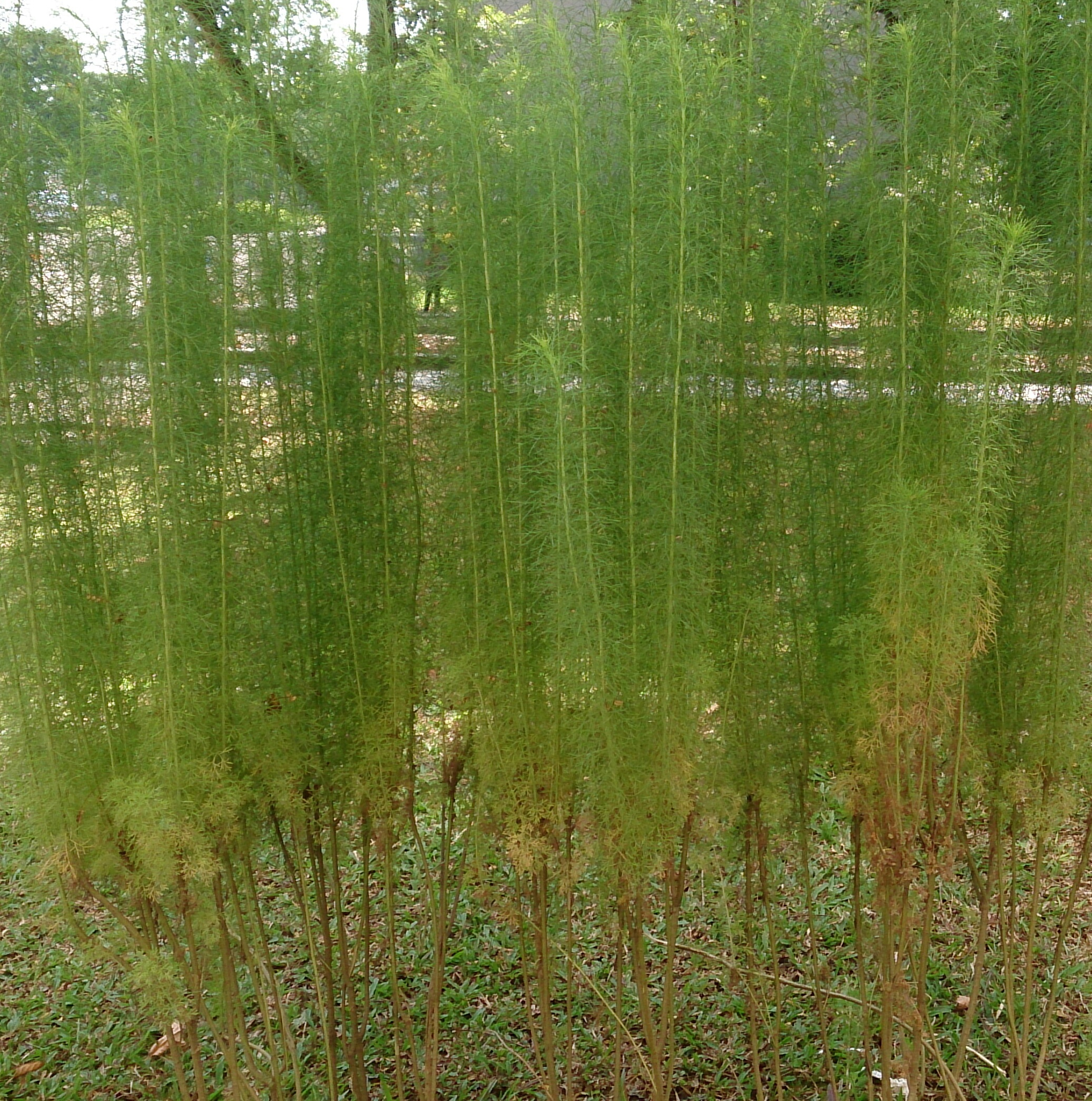
Vista de la planta

## Constituyentes químicos
1. Capillarisin[3]
2. Éster butílico del ácido clorogénico
3. 6,7-Dimethylesculetin
4. Isosabandin
5. Magnoliosida (isoscopoletin-β-D-glucopyranoside)
6. 7-Methoxycoumarina
7. 7-Methylesculetina
8. Sabandin A[4]
9. Sabandin B
10. Scoparona (6,7-dimethoxycoumarin)[5]
11. Scopoletina
12. β-Sitosterol

## Taxonomía
Artemisia scoparia fue descrita por Waldst. & Kit. y publicado en Descriptiones et Icones Plantarum Rariorum Hungariae 1: 66, pl. 65. 1802.
Etimología
Hay dos teorías en la etimología de Artemisia: según la primera, debe su nombre a Artemisa, hermana gemela de Apolo y diosa griega de la caza y de las virtudes curativas, especialmente de los embarazos y los partos . Según la segunda teoría, el género fue otorgado en honor a Artemisia II, hermana y mujer de Mausolo, rey de la Caria, 353-352 a. C., que reinó después de la muerte del soberano. En su homenaje se erigió el Mausoleo de Halicarnaso, una de las siete maravillas del mundo. Era experta en botánica y en medicina.
scoparia: epíteto latíno que significa "como escoba".
Sinonimia
- Artemisia capillaris Miq.
- Artemisia capillaris var. scoparia (Waldst. & Kit.) Pamp.
- Artemisia elegans Roxb.
- Artemisia gracilis L'Hér. ex DC.
- Artemisia hallaisanensis var. formosana Pamp.
- Artemisia kohatica Klatt
- Artemisia piperita Pall. ex Ledeb.
- Artemisia sachaliensis Tilesius ex Besser
- Artemisia scoparia var. scoparia
- Artemisia scoparioides Grossh.
- Artemisia trichophylla Wall. ex DC.
- Draconia capillaris (Thunb.) Soják
- Draconia scoparia (Waldst. & Kit.) Soják
- Oligosporus scoparius (Waldst. & Kit.) Less.[10]